# Neodon forresti
Neodon forresti är en gnagare i underfamiljen sorkar som förekommer i Asien. Populationen listas ibland som underart till Neodon irene men Mammal Species of the World och Internationella naturvårdsunionen godkänner den som art.
Arten har nästan samma utseende som Neodon irene men den är något större och har längre samt mörkare hår på ryggen. Den blir 100 till 134 mm lång (huvud och bål), har en 36 till 43 mm lång svans och 17 till 20 mm långa bakfötter. Pälsen är på ryggen mörkbrun och på buken grå till ljusgrå. Även svansen är uppdelad i en brun ovansida samt en vit undersida. På toppen av händer och fötter förekommer ljusgrå päls.
Denna sork lever i södra Kina i provinsen Yunnan samt i angränsande områden av Myanmar. Den vistas i bergstrakter som ligger cirka 3500 meter över havet. Habitatet utgörs av bergsängar bland klippor. Arten listas av Internationella naturvårdsunionen med kunskapsbrist (DD) och av Kinas nationella rödlistas som sårbar (VU).